# Reuzenmuisspecht
De reuzenmuisspecht (Xiphocolaptes promeropirhynchus) is een zangvogel uit de familie Furnariidae (ovenvogels).

## Verspreiding en leefgebied
Deze soort komt voor van Mexico tot in het Amazonegebied en telt 23 ondersoorten:
- X. p. omiltemensis: ZW-Mexico.
- X. p. sclateri: O en ZO-Mexico.
- X. p. emigrans: van Z-Mexico tot N-Nicaragua.
- X. p. costaricensis: Costa Rica en ZW-Panama.
- X. p. panamensis: Z-Panama.
- X. p. rostratus: de laaglanden van N-Colombia.
- X. p. sanctaemartae: de bergen van Santa Marta (NO-Colombia).
- X. p. virgatus: C-Colombia.
- X. p. macarenae: WC-Colombia.
- X. p. promeropirhynchus: OC-Colombia, Ecuador en W-Venezuela.
- X. p. procerus: N en C-Venezuela.
- X. p. tenebrosus: ZO-Venezuela en Guyana.
- X. p. neblinae: Z-Venezuela.
- X. p. crassirostris: ZW-Ecuador en NW-Peru.
- X. p. compressirostris: N-Peru.
- X. p. phaeopygus: C-Peru.
- X. p. solivagus: O-Peru.
- X. p. lineatocephalus: van ZO-Peru tot C-Bolivia.
- X. p. orenocensis: van C-Colombia en Z-Venezuela tot NO-Ecuador, NO-Peru en NW-Brazilië.
- X. p. berlepschi: W-Brazilië.
- X. p. paraensis: C-Brazilië.
- X. p. obsoletus: N en O-Bolivia.
- X. p. carajaensis: NO-Brazilië bezuiden de Amazonerivier.

## Status
De grootte van de populatie is in 2019 geschat op 50.000-500.000 volwassen vogels. Op de Rode lijst van de IUCN heeft deze soort de status niet bedreigd.